# محمود السمرة
محمود داود سليمان السمرة (وُلد في 20 أبريل 1923 في الطنطورة، حيفا – تُوفي في 10 نوفمبر 2018 في عمّان)، أكاديمي ووزير أردني.

## نشأته وتحصيله العلمي
ولد محمود داود سليمان السمرة في قرية الطنطورة في فلسطين، هُجرت عائلته إلى مدينة طولكرم وأقامت فيها في أعقاب نكبة عام 1948. التحق بالكلية العربية في القدس في العام 1941، وأكمل تعليمه الجامعي في جامعة فؤاد الأول في القاهرة، حيث حصل منها على شهادة ليسانس الآداب عام 1950، ثم حصل على درجة الدكتوراة في الفلسفة من معهد الدراسات الشرقية والإفريقية بجامعة لندن عام 1958.

## العمل والمناصب
في بداية حياته، وقبل النكبة، عمل محمود السمرة معلمًا للغة الإنجليزية في مدرسة الفاضلية الثانوية في مدينة طولكرم حتى عام 1947، وعمل في الجامعة الأردنية حيث شغل منصب عميد كلية الآداب فيها في الفترة من 1968 حتى 1973، وفي عام 1983. كما كان نائبًا لرئيس الجامعة الأردنية خلال الفترة 1973 حتى 1989.
عيّن وزيرًا للثقافة في حكومة زيد بن شاكر الثانية والتي امتدت من 21 تشرين الثاني 1991 حتى 30 أيار (مايو) 1993، واستمر وزيرًا للثقافة في الحكومة التالية، وهي حكومة عبد السلام المجالي التي امتدت من 30 أيار (مايو) 1993 حتى 21 كانون الأول (ديسمبر) من العام نفسه.
عمل نائبًا لرئيس تحرير مجلة العربي الكويتية في فترة 1958-1964، ونائبًا لرئيس أمناء جامعة البنات الأردنية (جامعة البتراء حاليًاً) 1992-1994 ورئيسًا لجامعة البترا (البنات سابقًا) منذ 5/12/1993.
كان عضوًا في (7) هيئات ثقافية كرابطة الكتاب الأردنيين (1981-1982)، الجمعية الملكية للفنون الجميلة، وعضو مجمع اللغة العربية بالقاهرة، ومجمع اللغة العربية بدمشق، والمجمع العلمي العراقي في بغداد، ونائبًا لرئيس مجمع اللغة العربية الأردني في المدة (2005-2008)، بعد انتخابه عضواً عاملاً فيه عام 1976.

## تكريمات
حصل السمرة على أوسمة وجوائز رفيعة وهي:
- وسام الحسين للعطاء المميز من الدرجة الأولى، عام 2004.[7]
- وسام الكوكب الأردني من الدرجة الأولى، عام 1993.
- وسام التربية الأردني الممتاز، عام 1993.
- وسام القدس للثقافة والفنون والآداب من منظمة التحرير الفلسطينية، عام 1991.
- وسام سويدي، عام 1989.
- وسام الاستقلال الأردني من الدرجة الأولى، عام 1974.
- جائزة روفن من جامعة لندن، عام 1958.

## المؤلفات المنشورة
ألّف محمود السمرة ما يزيد على 250 مؤلَّفًا بين كتب ومقالات ومخطوطات ومناهج تعليمية. أما أهم مؤلفاته:
- الكتب:

- مقالات في النقد الأدبي، دار الثقافة، بيروت، 1959.
- أدباء معاصرون من الغرب، دار الثقافة، بيروت، 1964.
- القاضي الجرجاني، الأديب الناقد، المكتب التجاري للطباعة والنشر بيروت، 1966.
- غربيون في بلادنا، المكتب التجاري للطباعة والنشر، بيروت، 1969.
- أدباء الجيل الغاضب، مكتبة عمان، 1970.
- متمردون: أدباء وفنانون، الدار المتحدة للنشر، بيروت، 1974.
- في النقد الأدبي، الدار المتحدة للنشر، بيروت، 1974.
- فلسطين، الفكر والكلمة، الدار المتحدة للنشر، بيروت، 1974.
- فلسطين أرضًا وشعبًا وقضية (بالإشتراك)/ المنظمة العربية للتربية والثقافة والعلوم، جامعة الدول العربية، 1980.
- فلسطين: الأرض والشعب والقضية، المنظمة العربية للتربية والثقافة والعلوم، جامعة الدول العربية، تونس 1984.
- العروبة والإسلام وأوروبا، الكتاب الرابع، مجلة العربي، الكويت 1984.
- متمردون: أدباء وفنانون، المؤسسة العربية للدراسات والنشر، طبعة جديدة 1993.
- دراسات في الأدب والفكر، المؤسسة العربية للدراسات والنشر، 1993.
- النقد الأدبي والإبداع في الشعر، المؤسسة العربية للدراسات والنشر، 1997.
- عشيات وادي اليابس (ديوان شاعر الأردن، مصطفى وهبي التل) - المؤسسة الصحفية الأردنية، 1973.
- إيقاع المدى - سيرة ذاتية ، المؤسسة العربية للدراسات والنشر، 2006 

- الكتب المترجمة

- القصة السيكولوجية، ليون أيدل، المكتبة الأهلية، بيروت، 1959.
- هنري جيمس، ليون أيدل، المكتبة الأهلية، بيروت، 1961.
- أرنست همنغواي، فيليب يونغ، المكتبة الأهلية، بيروت، 1961.
- روائع التراجيديا في أدب الغرب، كلينث بروكس، دار الكاتب العربي، بيروت، 1964.
- فن المسرحية (مراجعة) ميليت، دار الثقافة، بيروت، 1966.

## كتب عنه
- خليل الشيخ، محمود السمرة، ملامح من سيرته، في كتاب: محمود السمرة الناقد والمثقف والإنسان، مؤسسة شومان، 2002.